# Umweltdatenkatalog
Der Umweltdatenkatalog (UDK) ist ein Metadaten-System zur Beschreibung von Umweltdaten der öffentlichen Verwaltung. Das System wurde gemeinsam von Deutschland und Österreich (das einen eigenen UDK führt) konzipiert. In Deutschland beruht der Einsatz und die Weiterentwicklung der UDK-Software auf einer Verwaltungsvereinbarung zwischen Bund und Ländern. Die Struktur der UDK-Software ist so gestaltet, dass die Daten der einzelnen Partner jeweils getrennt in einzelnen Katalogen geführt werden. Bayern führt mit dem Umweltobjektkatalog (UOK) eine eigene Entwicklung. Jedes Bundesland erfasst und pflegt seine Daten selbst. 2008 wurde die Desktopanwendung UDK durch eine moderne Webanwendung, den InGridCatalog, ersetzt. Der InGridCatalog ist ein integraler Bestandteil des Umweltportal Deutschland (PortalU). Die Umweltdatenkataloge der einzelnen Bundesländer und des Bundes können somit direkt übers Internet mit einem dazugehörigen Editor gepflegt werden. Der InGridCatalog basiert auf dem ISO 19115- und ISO 19119-konformen UDK-Datenmodell, das derzeit auf die durch INSPIRE entstehenden fachlichen Anforderungen angepasst wird. 
Die Schweiz, die ursprünglich Partner der deutsch-österreichischen Entwicklung UDK war, hat aufgrund der Anforderung der Mehrsprachigkeit das eigenständige Metainformationssystem ENVIROCAT entwickelt.
Im Umweltdatenkatalog werden mit Hilfe von Metadaten Umweltdatenobjekte beschrieben. Das sind Informationen in der Umweltinformatik. Sie entstehen, wenn reale Umweltobjekte (Beobachtungsgegenstände) durch Erfassungsmaßnahmen (z. B. Messung, Beobachtung) aufgenommen werden (Datenträger).
Neben natürlichen Umweltobjekten wie z. B. Gewässer oder Biotope zählen hierzu auch anthropogene Umweltobjekte wie Fabriken oder Straßen.
Ein typisches Datenobjekt ist z. B. eine Messreihe über eine Schadstoffkonzentration in Fließgewässern.
Höher aggregierte Daten wie z. B. Umweltberichte, Karten, Schadstoffemissionsregister etc. werden ebenfalls zu den Umweltdatenobjekten gezählt.
Weiterhin können Raum-, Zeit- und Fachbezüge zu den Umweltdatenobjekten eingegeben werden.

## Weiterführende Artikel
- Die United Nations Environment Programme-Global Resource Information Database der Umweltorganisation der UNO (UNEP) kann als ein weltweites Netzwerk von Datenkatalogen angesehen werden
- Auch die National Oceanic and Atmospheric Administration (NOAA) der USA hat einen Umweltdatenkatalog